# Chevrolet 2300
Chevrolet 2300 — 2,3-литровый (2287 см3) рядный четырёхцилиндровый бензиновый двигатель внутреннего сгорания, выпускавшийся с 1971 по 1977 год подразделением Chevrolet компании General Motors. 

## Описание
Двигатель Chevrolet 2300 имел блок цилиндров из алюминия. Высокотехнологичный блок изготовлен из сплава с 17-процентным содержанием кремния. В процессе обработки цилиндры протравливались, оставляя чистые частицы кремния открытыми, что обеспечивало поверхность износа поршня и устраняло необходимость в железных гильзах цилиндров. Головка блока цилиндров изготовлена из чугуна для снижения стоимости, структурной целостности и увеличения срока службы подшипников распределительного вала. Клапанный механизм имеет конструкцию с одним верхним распределительным валом прямого действия. Блок цилиндров и его головки были изготовлены в Массене.
Склонность к вибрации облегчается за счёт больших резиновых опор двигателя. Выпускались одно- и двухкамерные карбюраторные версии. Двухкамерный вариант, L11, также включал в себя пересмотренный распределительный вал для увеличения мощности на 15 кВт (20 л. с.). Двигатель имел диаметр цилиндра и ход поршня 88,9 мм × 92,1 мм, а степень сжатия составляла 8,0:1.
Перегрев был серьёзной проблемой для двигателя, поскольку блок цилиндров имел открытую конструкцию, сильный перегрев мог привести к деформации цилиндров и отрыву от прокладки головки цилиндра, что привело к утечке охлаждающей жидкости в цилиндры и задирам на цилиндрах. Поддержание уровня масла и охлаждающей жидкости имело решающее значение для двигателя. Двигатель был оснащён реле давления масла, которое отключало систему первичного зажигания, если давление масла падает ниже 6 фунтов на квадратный дюйм (0,41 бар) во время работы, тем самым останавливая и предотвращая повторный запуск двигателя до тех пор, пока уровень масла не будет восстановлен или не будет устранена механическая причина низкого давления масла. Дилеры Chevrolet установили бак для восстановления охлаждающей жидкости, сигнальную лампу низкого уровня охлаждающей жидкости и продлили гарантию на двигатель Vega до 50 000 миль (80 000 км).
С 1975 по 1976 год на базе Chevrolet 2300 выпускался 16-клапанный двигатель Cosworth Vega рабочим объёмом 1994 см3. Диаметр цилиндра был уменьшен до 80 мм. Двигатель оснащён клапанным механизмом DOHC, коваными компонентами и цельными подъёмниками. Головка блока цилиндров алюминиевая. Двигатель развивал мощность 82 кВт (110 л. с.) и крутящий момент 145 Н·м.
С 1976 по 1977 год двигатель получил новую конструкцию головки блока цилиндров, включающую гидравлические компенсаторы для замены регуляторов конических клапанов, улучшенные каналы подачи охлаждающей жидкости, увеличенный срок службы уплотнений штока клапанов, переработанный водяной насос и термостат, а также пятилетнюю гарантию на двигатель с пробегом 60 000 миль (97 000 км). Название двигателя было изменено на Dura-Built 140.

## Применения
- 1971—1977 Chevrolet Vega[6]
- 1971—1977 Chevrolet Monza
- 1973—1974 Pontiac Astre
- 1976 Pontiac Sunbird[7]

## Показатели мощности и крутящего момента
| Год                                                         | Однокамерный карбюратор | Однокамерный карбюратор | Однокамерный карбюратор | Однокамерный карбюратор | Двухкамерный карбюратор | Двухкамерный карбюратор | Двухкамерный карбюратор | Двухкамерный карбюратор |
| Год                                                         | Мощность                | Мощность                | Крутящий момент         | Крутящий момент         | Мощность                | Мощность                | Крутящий момент         | Крутящий момент         |
| Год                                                         | л. с.                   | кВт                     | фунт·фут                | Н·м                     | л. с.                   | кВт                     | фунт·фут                | Н·м                     |
| ----------------------------------------------------------- | ----------------------- | ----------------------- | ----------------------- | ----------------------- | ----------------------- | ----------------------- | ----------------------- | ----------------------- |
| 1971                                                        | 90                      | 67                      | 136                     | 184                     | 110                     | 82                      | 138                     | 187                     |
| 1972                                                        | 80                      | 60                      | 121                     | 164                     | 90                      | 67                      | 121                     | 164                     |
| 1973                                                        | 75                      | 56                      | 115                     | 156                     | 85                      | 63                      | 122                     | 165                     |
| 1974                                                        | 75                      | 56                      | 115                     | 156                     | 85                      | 63                      | 122                     | 165                     |
| 1975                                                        | 78                      | 58                      | 120                     | 163                     | 87                      | 65                      | 122                     | 165                     |
| 1976                                                        | 70                      | 52                      | 107                     | 145                     | 84                      | 63                      | 113                     | 153                     |
| 1977                                                        |                         |                         |                         |                         | 84                      | 63                      | 117                     | 159                     |
| Примечание: Курсивом выделены значения полной мощности SAE. |                         |                         |                         |                         |                         |                         |                         |                         |